# Italia Nostra
Italia Nostra («Наша Італія») — італійська некомерційна організація, що проводить кампанії, присвячені захисту й популяризації історичної, художньої та природної спадщини Італії.
Організацію заснувала 1955 року невелика група людей з метою протидіяти знесенню частин історичних центрів міст. Заохочення підходу до міського планування, який зберігав би історичну архітектуру, залишається в центрі уваги руху, проте його інтереси значно розширилися і включають збереження всіх аспектів культурної і природної спадщини Італії.
Нараховує понад 200 філій по всій країні.
Засновниками організації були Дезідерія Пазоліні далл'Онда (Desideria Pasolini dall'Onda), Антоніо Чедерна (Antonio Cederna) й Умберто Дзанотті Бьянко (Umberto Zanotti Bianco). Пізніше в президію групи увійшли також Джорджо Бассані (Giorgio Bassani), Карло Ріпа ді Меана (Carlo Ripa di Meana) та Джованні Лозавіо (Giovanni Losavio).